# Cametal
 (novembre 2016).
Cametal (Carrocerías Metálicas) était une entreprise argentine de carrosseries d'autobus, dont le siège à Villa Gobernador Gálvez, province de Santa Fe.